# Языки Гамбии
Официальным языком Гамбии является английский. Английский является единственным языком официального назначения и образования. Местные языки иногда используются в рекламе в символической роли.

## Языки
В Гамбии говорят на 12 языках, среди них: английский, бандиаль, гамбийский волоф, джола-фоньи, западный манинкакан, карон, манджак, мандинка, н’ко, пулар, серахуле, серер-сине. На мандинго говорят 38 % населения, на фула 21,2 %, на волоф 18 %, на диола 4,5 % (на нескольких других языках тоже). В стране распространено многоязычие, до 70% населения понимаю волоф в той или иной степени, в смешанных семьях и в многоязычных коллективах часто языком-посредником становится волоф.  
Местные африканские языки относятся к двум семьям нигеро-конголезских языков, зачастую граница между ними условна (см. Проблема «язык или диалект»). 